# Escuela Nacional de Estudios Superiores Unidad Morelia
La Escuela Nacional de Estudios Superiores  (ENES) Unidad Morelia es un centro de educación multidisciplinario. Es parte del nuevo proyecto ENES de la Universidad Nacional Autónoma de México, dicho proyecto tiene por objetivo la expansión y acceso a más personas de toda la República Mexicana a la educación impartida por la UNAM.
La ENES Unidad Morelia, junto con algunos institutos de investigación de la UNAM, se encuentra en el campus UNAM-Morelia en la Colonia Ex Hacienda de San José de la Huerta, Morelia, Michoacán.
Dada la infraestructura, la ENES Morelia busca crecer con un máximo de cuatro mil estudiantes en sus doce licenciaturas.    

## Creación
La creación de la ENES Morelia se aprobó el 9 de diciembre de 2011, en sesión extraordinaria del H. Consejo Universitario. El 6 de agosto de 2012 inició las actividades formales con tres licenciaturas de las doce que actualmente se imparten clases en la institución. En ese entonces, fungiendo como director, el Dr. Alberto Ken Oyama Nakagawa.

## Licenciaturas
Cada una de las licenciaturas que ofrece la ENES Unidad Morelia tiene áreas de profundización distintas acordes a las demandas de investigación actuales y las que serán necesarias en un futuro próximo. También, en cada licenciatura existe la opción de salida intermedia con certificación de “Técnico Especializado”. Por lo que, tiene programas educativos multidisciplinarios e innovadores.
Dado que el campus Morelia contiene, también, algunos de los institutos de investigación de la UNAM, los estudiantes de la ENES tienen la oportunidad de estar en contacto desde el inicio de su educación universitaria con las distintas investigaciones que se realizan en cada uno de los centros de investigación.
Las licenciaturas que se imparten son:
- Administración de Archivos y Gestión Documental
- Administración de Archivos y Gestión Documental (a distancia)
- Ciencias agroforestales
- Arte y Diseño
- Ciencias Ambientales
- Ciencias en Materiales Sustentables
- Ecología
- Estudios Sociales y Gestión Local
- Geociencias
- Geohistoria
- Historia del Arte
- Literatura Intercultural
- Música y Tecnología Artística
- Tecnologías para la Información en Ciencias

## Posgrados
La ENES Morelia imparte, además, tres posgrados y es sede de dos:
- Maestría en Antropología
- Maestría en Docencia para la Educación Media Superior
- Posgrado en Ciencias Biológicas
- Posgrado en Ciencias de la Sostenibilidad
- Posgrado en Ciencias de la Tierra
- Posgrado en Historia del arte
- Posgrado en Letras

## Educación continua
El Departamento de Educación Continua de la Escuela Nacional de Estudios Superiores, Unidad Morelia, tiene como objetivo ofrecer a la comunidad UNAM y al público en general cursos, talleres, diplomados, conferencias y seminarios de excelencia académica que busquen satisfacer las necesidades de capacitación del mercado académico y laboral de esta región michoacana, ya sea en formato escolarizado o en línea. A través de la capacitación y actualización profesional que ofrece el Departamento de Educación Continua, las personas y organizaciones pueden elevar su capacidad de capital humano y ser más competitivos. 

## Centro de Idiomas de la ENES Morelia (CIEM)
El Centro de Idiomas de la ENES Morelia surge de un proyecto para apoyar la innovación y mejoramiento de la enseñanza y depende del Departamento de Educación Continua de la Escuela Nacional de Estudios Superiores Campus Morelia. Tiene como objetivo principal el cubrir las necesidades del aprendizaje de lenguas en la comunidad de la ciudad de Morelia y otros municipios aledaños. CIEM ofrece la enseñanza de inglés, francés, coreano, p'urhépecha y alemán; aunque también se han integrado los idiomas ruso, italiano y portugués. Los cursos de CIEM se basan en el Marco Común Europeo de Referencia para las Lenguas, que es un estándar internacional para definir el dominio o nivel de comprensión y expresión orales y escritas en una lengua.